# Танк Сіркена
Танк Сіркена — умовна назва радянського проєкту важкого танка прориву, розробленого в січні 1933 року в конструкторському бюро заводу «Більшовик» під керівництвом інженера К. К. Сіркена . За проєктом, танк мав володіти потужним артилерійським озброєнням, розміщеним в декількох баштах, і захищатися протиснарядною бронею. Не вийшов зі стадії ескізного проєктування.